# Cosmosoma varica
Cosmosoma varica là một loài bướm đêm thuộc phân họ Arctiinae, họ Erebidae.